# Turmruine Rosenberg

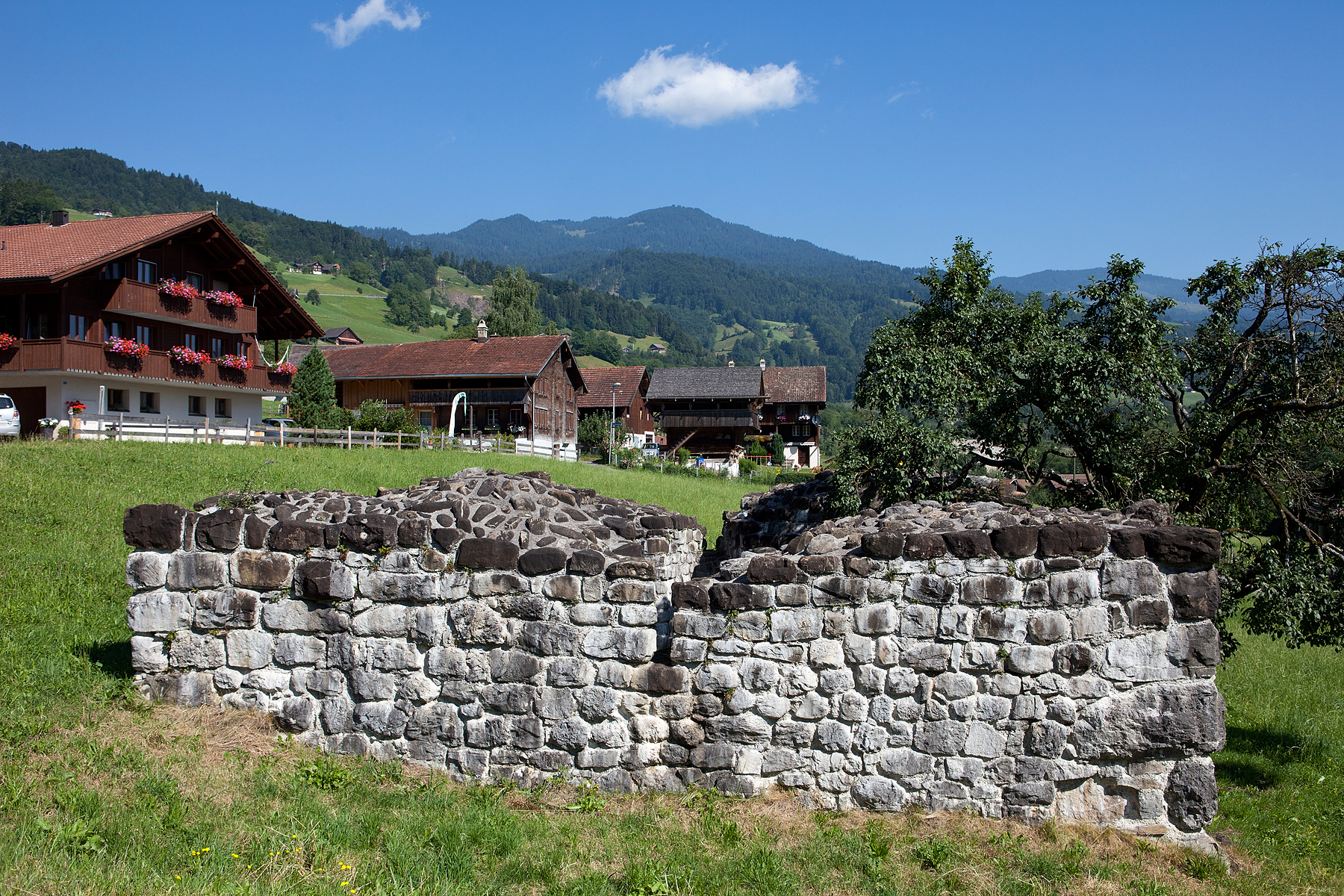
Die Burgruine Rosenberg

Die Turmruine Rosenberg ist die Ruine eines Wohnturms im Ortsteil Kleinteil der Gemeinde Giswil im Schweizer Kanton Obwalden. Der Turm stammt aus dem 13. Jahrhundert und war ein Meierturm des Benediktinerklosters Murbach. Seit dem 17. Jahrhundert wird er «Rosenberg» genannt. Die Ruine steht als Kulturgut von regionaler Bedeutung (B-Objekt) unter der KGS-Nr. 4261 unter Denkmalschutz.

## Beschreibung
Die westliche und neben der Burg Rudenz und Burg Zwingel die älteste der drei Burgen von Giswil steht inmitten der Häuser des Kleinteils zwischen der Kapelle und dem Hotel Alpenrösli. Die konservierte Turmruine hat ein quadratisches Grundmass von 9,30 m × 9,30 m, die Mauern sind etwa 2 Meter dick und ragen noch über 2 Meter aus dem umgebenden Wiesland. Eine grosse Fensteröffnung ist am oberen Rand der Mauerreste erkennbar.
Der Turm stammt wahrscheinlich aus dem 13. Jahrhundert und wurde wohl über den Mauern eines Vorgängerbaus aus dem 12. Jahrhundert errichtet.  

## Geschichte
Das Benediktinerkloster Murbach-Luzern besass im Hochmittelalter das Gebiet von Luzern und zahlreiche Güter und Rechte im Gebiet von Giswil, deren Mittelpunkt eine 1268 erstmals erwähnte «curtis» (Herrenhof) war. Der genaue Standort dieses Hofs ist heute nicht mehr bekannt, vermutlich lag er jedoch im Ortsteil Kleinteil. In der Hanglage mitten in der bäuerlichen Siedlung stand spätestens im 12. Jhdt. ein Steinbau, dessen Spuren wurden bei Ausgrabungen entdeckt. Wahrscheinlich im 13. Jahrhundert wurde dieses Gebäude abgebrochen und an der Stelle einen repräsentativen Wohnturm errichtet, der wahrscheinlich dem Meier des Klosters als Wohnsitz diente.
Im Jahr 1291 kaufte Habsburg-Österreich viele Höfe des Klosters Murbach auf, darunter auch jenen von Giswil. In einer Urkunde von 1347 wird erstmals ein «Matis Meiier von Giswile» genannt. Vermutlich hat dieser im Turm im Kleinteil residiert. Wenig später kam das Meieramt als habsburgisches Lehen an die Herren von Rudenz, deren Turm zwei Kilometer weiter östlich stand. 1361 ging das Amt schliesslich an die Herren von Hunwil über, deren Burg Zwingel sich im Zentrum von Giswil erhob, wo seit dem 17. Jahrhundert die Pfarrkirche St. Laurentius steht. Nachdem diese Adelsfamilie 1382 dazu gezwungen worden war, Obwalden zu verlassen, liess sie Beamte als Meier wirken. 1387 wird ein Jenni von Wennishusen in diesem Amt erwähnt. Ob er im Turm oder auf der Burg Hunwil gewohnt hat, ist jedoch unbekannt. Um 1400 konnten die Kirchgenossen von Giswil das Meieramt gemeinsam erwerben. Spätestens ab dann dürfte der Turm im Kleinteil seine Bedeutung verloren haben und wurde wahrscheinlich dem Zerfall überlassen.
In einem Reisebericht aus dem Jahre 1532 wird der Turm als «zerstört» bezeichnet. Bis dahin trug die Anlage keinen eigenen Burgnamen, erst im 17. Jahrhundert kam die Bezeichnung «Rosenberg» auf. Von 1664 bis 1667 wurde neben der Ruine eine dem Heiligen Antonius geweihte Kapelle errichtet. Der mittelalterliche Turm hingegen zerfiel immer mehr, bis um 1900 nur noch ein grasbewachsener Stumpf zu sehen war. 1935 kam die Anlage in den Besitz des Kantons Obwalden, der den Turm 1936 ausräumen und teilweise neu aufmauern liess. Eine gründliche archäologische und bauhistorische Untersuchung erfolgte erst 1990. Dabei wurden bei einem Sondierschnitt auch die Spuren eines Vorgängerbaus entdeckt.